# Антон Цайлінґер
Антон Цайлінґер (нар. 20 травня 1945, Рід-ім-Іннкрайс, Австрія) — австрійський квантовий фізик, дослідник фундаментальних аспектів та застосувань квантової телепортації. Професор Віденського університету. Отримав одну третину Нобелівської премії з фізики 2022 року разом з Аленом Аспе та Джоном Клаузером «за експерименти із заплутаними фотонами, встановлення порушення нерівностей Белла та новаторство квантової інформаційної науки».

## Біографія
Навчався у Віденському університеті, у якому також здобув докторський ступінь під науковим керівництвом Гельмута Рауха. В 1979 габілітувався в Технічному університеті Відня. Займав тимчасові наукові посади в Массачусетському технологічному інституті, Гумбольдтському університеті Берліна, Оксфордському університеті та Колеж де Франс.
1990 року став ординарним професором Інсбрукського університету і головою Інституту експериментальної фізики. Від 1999 призначений професором Віденського університету, де був також деканом фізичного факультету від 2006 до 2009.
Член Австрійської академії наук, а від 1 липня 2013 року її президент.

## Наукова робота
Антон Цайлінґер відомий передовсім своїми експериментами з квантової телепортації. Займається також застосуваннями квантової фізики, зокрема квантовою інформацією.
Початково Цайлінґер займався нейтронною інтерферометрією. Йому вдався експериментальний доказ зміни знаку частинки зі спіном 1/2. Цей ефект важливий для багатьох протоколів квантової інформації. Антон Цейлінґер продемонстрував квантовомеханічну інтерференцію на великих молекулах фулерену.

## Визнання
- 1998: член Австрійської академії наук[5]
- 1999: Дійсний член Американського фізичного товариства
- 1999: Шредингеровська лекція (Трініті-коледж, Дублін)
- 2001: «Pour le Mérite» (Прусія)
- 2001: Австрійський почесний знак «За науку та мистецтво» (Австрія)
- 2003: Шредингеровська лекція (Імперський коледж Лондона)
- 2004: Премія Декарта
- 2005: Леопольдина[6]
- 2005: Почесний член Словацької академії наук
- 2005: Іноземний член Сербської академії наук і мистецтв
- 2005: Міжнародна премія короля Фейсала
- 2005: Медаль Вільгельма Екснера
- 2007: Премія в галузі квантової електроніки та оптики[ru]
- 2008: International Quantum Communication Award[de]
- 2008: Медаль Ісаака Ньютона
- 2009: Великий офіцерський хрест ордена «За заслуги перед ФРН»
- 2009: Іноземний член Французької академії наук
- 2010: Премія Вольфа з фізики
- 2011: Член Європейської академії
- 2012: Дійсний член Американської асоціації сприяння розвитку науки
- 2014: Іноземний член Національної академії наук Білорусі[7]
- 2014: Член Академії наук країн, що розвиваються[8]
- 2015: Меморіальна лекція Манне Сігбана
- 2016: Іноземний член Російської академії наук[9]
- 2016: Премія Вілліса Лемба[de]
- 2020: Золота медаль імені В. І. Вернадського Національної академії наук України — за видатні досягнення в галузі квантової електроніки та здійснення телепортації фотонів[10]

Астероїд 48481 названий на честь Цайлінґера.